# لوك غوس
لوك دومان غوس (بالإنجليزية: Luke Damon Goss)‏ هو ممثل إنجليزي ولد في يوم 29 سبتمبر 1968 في مدينة لندن في إنجلترا، مثل في عدة أفلام منها فيلم بليد 2 في سنة 2002 و ليلة مع الملك في سنة 2006 وفيلم فتى الجحيم 2 في 2008 وفيلم تيكن في 2010 وفيلم مقابلة مع هيتمان في 2012.

## روابط خارجية
- لوك غوس على موقع IMDb (الإنجليزية)
- لوك غوس على موقع روتن توميتوز (الإنجليزية)
- لوك غوس على موقع ألو سيني (الفرنسية)
- لوك غوس على موقع ميوزك برينز (الإنجليزية)
- لوك غوس على موقع أول موفي (الإنجليزية)
- لوك غوس على موقع قاعدة بيانات الأفلام السويدية (السويدية)
- لوك غوس على موقع إن إن دي بي (الإنجليزية)
- لوك غوس على موقع ديسكوغز (الإنجليزية)
- لوك غوس على موقع قاعدة بيانات الفيلم (الإنجليزية)
- لوك غوس على موقع كينوبويسك (الروسية)